# Amursana
Amursana (ur. w 1722, zm. w 1757) – książę mongolskich Ojratów. W 1754 zainicjował bunt Ojratów (w Dżungarii) i Mongołów zachodniej Mongolii przeciwko Chinom władających wówczas Mongolią. Został dowódcą powstania i aż do 1757 prowadził intensywne walki, osiągając przejściowo dość znaczne sukcesy, co zapewniło mu duży rozgłos wśród koczowników. Po klęsce powstańców i odwetowej rzezi ludności ojrackiej przeprowadzonej przez wojska chińskie, przedostał się do Rosji, gdzie udzielono mu schronienia pomimo żądań władz chińskich, którym zależało na ekstradycji Amursany. Wkrótce jednak zmarł tam na ospę.
Kult Amursany, jako wodza ruchu antychińskiego utrzymywał się w Mongolii aż do uzyskania niepodległości. Liczni mongolscy dowódcy oddziałów walczących w XVIII i XIX w. z Chinami, np. Dża Lama, wykorzystywali ten kult w celach propagandowych, twierdząc, że są reinkarnacją tej postaci.